# Unidade de Cuidados Continuados de Odemira
A Unidade de Cuidados Continuados de Odemira, oficialmente denominada de Unidade de Cuidados Continuados Integrados Provedor José de Oliveira Dimas, e originalmente conhecida como Hospital da Santa Casa da Misericórdia de Odemira, é uma Unidade de Cuidados Continuados na vila da Odemira, na região do Alentejo, em Portugal.

## Descrição
O estabelecimento encontra-se no alto de uma colina, nas imediações da vila de Odemira, tendo acesso pela Avenida Sacadura Cabral. O edifício original apresentava uma mistura de estilos, utilizando principalmente uma solução vernacular de grande sobriedade, em contraste com a fachada principal, que contava com elementos decorativos inspirados pela corrente do Art Déco.
Tem como finalidade prestar serviços permanentes de saúde, e de enfermagem, como exames complementares de diagnóstico, fisioterapia, apoio social e psicológico, além de outros cuidados, como alimentação, convívio e higiene.

## História
O edifício foi construído na década de 1940, sendo então conhecido como Hospital da Misericórdia. Um dos mais destacados profissionais que passaram pelo hospital foi o médico António Calapez Garcia, que entre 1952 e 1967 trabalhou ali como assistente voluntário de prestação de cuidados médico-cirúrgicos. Nos anos 70, a sua administração passou a ser assegurada pelo Ministério da Saúde, e o edifício foi encerrado entre a década de 1980 e 1992.
Em Outubro de 2005, a Câmara Municipal de Odemira anunciou que estava a ser planeada a recuperação do antigo Hospital da Misericórdia, e a sua reconversão numa unidade de apoio integrado, que iria contar com 24 camas, e que iria acolher utentes idosos acamados, e doentes que necessitavam de internamento após os tratamentos. O presidente da Câmara Municipal de Odemira, António Camilo, comentou que «A unidade é de extrema importância para um concelho em que 40 por cento dos seus cerca de 26 mil habitantes têm mais de 60 anos e que está a, pelo menos, 75 quilómetros de distância dos hospitais de Santiago do Cacém, Portimão e Beja». Esta intervenção foi feita em cooperação com a Santa Casa da Misericórdia, que se comprometeu a instalar a unidade de apoio integrado até ao final de 2006.
Em Março de 2008, foi assinado um protocolo entre a presidente da Administração Regional de Saúde do Alentejo, Rosa Matos, o director do Centro Regional de Segurança Social do Distrito de Beja, José Guerra, e o provedor da Santa Casa da Misericórdia de Odemira, José Ventura da Cruz Pereira, para a abertura da Unidade de Cuidados Continuados de Odemira. Este estabelecimento de saúde foi instalado no antigo Hospital da Misericórdia, prevendo-se que inicialmente teria lugar para vinte utentes, em regime de internamento. A equipa inicial iria incluir profissionais de diversas áreas, como médicos, enfermeiros, um fisioterapeuta, dietista, e um assistente social. Esta intervenção custou cerca de 763 mil Euros, dos quais 200 mil foram disponibilizados pela Câmara Municipal, enquanto que o restante valor foi custeado pela Santa Casa da Misericórdia. Os custos com o pessoal iriam ser financeiramente apoiados pela Administração Regional de Saúde do Alentejo, enquanto que o Centro Distrital da Segurança Social de Beja iria co-financiar as estadias dos utentes. A unidade de saúde foi inaugurada em Março desse ano, O provedor da Misericórdia, José Pereira, classificou o novo estabelecimento como uma unidade de «excelência«» e «amiga do ambiente», uma vez que parte da sua energia provém de sistemas de energia solar e de biomassa, além que conta com «equipamentos modernos e de alta tecnologia».
Na altura da sua inauguração, contava apenas com uma unidade de de média duração e de reabilitação, tendo em Maio de 2009 entrado ao serviço a unidade de longa duração e manutenção.